# Ine Van Wymersch
Ine Van Wymersch, née à Bruxelles, en 1980, est une avocate, magistrate et auteure belge. Elle est commissaire nationale aux drogues depuis février 2023.

## Biographie

### Famille
Née en 1980 à Bruxelles, Ine Van Wymersch est la fille de Guido Van Wymersch, ex-chef de la police de la zone de Bruxelles-Capitale Ixelles,,,. 

### Formation
Ine Van Wymersch obtient une  licence en droit à la KU Leuven en 2003.

### Carrière juridique
De 2003 à 2006, Ine Van Wymersch effectue un stage en droit au barreau de Bruxelles, période de 3 ans, pendant laquelle un avocat débutant suit une formation professionnelle obligatoire et travaille sous la supervision et les conseils d’un responsable expérimenté. Au cours de l'année 2008-2009, elle participe à un concours d'entrée pour devenir magistrate, après quoi elle effectue un stage au parquet de Bruxelles de 2009 à 2011. Elle devient conseillère juridique à la police locale de Bruxelles de 2006 à 2009, puis rentre par concours au parquet de Bruxelles. Au sein de ce parquet, elle débute comme magistrate, en tant que juge pour enfants, en 2011 et comme porte-parole pendant huit ans,.
En avril 2019, elle succède à Thierry Freyne en tant que procureure du parquet de Halle-Vilvoorde dans l'arrondissement judiciaire de Bruxelles, devenant ainsi le plus jeune procureur de Belgique. En 2020, elle publie  Als je wieg op drijfzand staat, une investigation sur le parcours d’une femme qui décide de mourir par euthanasie et sur les institutions pour mineurs où elle a séjournée.
En février 2023, Ine Van Wymersch devient commissaire nationale aux drogues, un poste nouvellement créé pour coordonner la politique en matière de criminalité liée aux drogues, compte tenu de la montée de la violence autour de ces trafics en Belgique, notamment au port d'Anvers. Elle estime que la Belgique est une plateforme du trafic de drogue et que la lutte contre ce trafic doit être menée au niveau de l'Union Européenne.

## Publications
- 2020 : Als je wieg op drijfzand staat [ en français : Si ton berceau repose sur des sables mouvants], Lannoo[9].